# Predator: Killer of Killers
Pour les articles homonymes, voir Predator.
Série Predator
Prey
(2022) Predator: Badlands
(2025)
Pour plus de détails, voir Fiche technique et Distribution.
Predator: Killer of Killers est un film d'animation américain réalisé par Dan Trachtenberg et sorti en 2025. Il fait partie de la franchise Predator.
Il met en scène trois des guerriers, à trois époques différentes. Ces plus féroces guerriers de l'histoire de l'humanité vont devoir affronter des Predators : une Viking, une pillarde qui guide son jeune fils dans une sanglante quête de vengeance ; un ninja du Japon féodal qui se retourne contre son frère samouraï dans une lutte acharnée pour sa succession ; et un pilote durant la Seconde Guerre mondiale qui s'envole pour enquêter sur une menace surnaturelle pesant sur les Alliés.

## Synopsis
Le film commence avec la citation suivante :
« Go forth among the stars and seek only the strongest prey.
They shall be your trophy.
Become the killer of killers. »
— Codex Yautja 0522/74
        
« Parcourez les étoiles et ne cherchez que les proies les plus puissantes.
Elles seront votre trophée.
Devenez le tueur des tueurs. »
Le film est ensuite divisé en chapitre dont les titres originaux apparaissent à l'écran.
The Shield (Scandinavie, 841)
Un navire de reconnaissance Yautja arrive sur Terre. En Scandinavie, une guerrière viking nommée Ursa mène son fils Anders — et le reste de son clan — dans une expédition visant à détruire la tribu Krivich et leur chef Zoran. Ce dernier a assassiné le père d'Ursa, qui raconte cette histoire à son fils. Ils traquent Zoran jusqu'à sa forteresse, où Anders le tue. Immédiatement après la bataille, un imposant guerrier Prédateur tend une embuscade au groupe d'Ursa, tuant ses hommes, tandis qu'Anders est grièvement blessé par l'effondrement d'un bâtiment sur lui. Ursa combat le Predator seule et le tue, mais Anders meurt dans ses bras.
The Sword (Japon féodal, 1609-1629)
Kenji et Kiyoshi — les deux fils d'un seigneur de guerre samouraï — sont entraînés pour succéder à leur père. Pour une ultime épreuve, le père des deux garçons les oppose. Kenji, réticent, reçoit une cicatrice de Kiyoshi, avant de s'enfuir. Vingt ans plus tard, Kiyoshi succède à son père comme seigneur et Kenji, devenu un shinobi errant, rentre chez lui pour affronter son frère. Traqué à son insu par un Yautja, il s'infiltre dans le château de son frère et tue ses gardes. Kenji triomphe de Kiyoshi et lui inflige une cicatrice semblable à la sienne, mais Kiyoshi tombe du balcon après qu'une balustrade a cédé sous lui. Le Prédateur tend une embuscade et poursuit Kenji, massacrant plusieurs autres gardes dans sa fuite. Il tombe dans les douves du château et retrouve Kiyoshi vivant. Ils combattent le Predator ensemble et le tuent, mais Kiyoshi succombe à ses blessures.
The Bullet (Floride et océan Atlantique, 1941–1942)
Floride, 1941. En pleine Seconde Guerre mondiale, Torres est enrôlé comme pilote d'avion de chasse par l'US Navy. Un an plus tard, dans l'océan Atlantique, son escadron recherche un mystérieux avion ayant anéanti une autre unité. Torres, cloué au sol, découvre qu'il est équipé d'armes exotiques et extrêmement dangereuses. Il prend un chasseur en panne pour les avertir, puis un vaisseau spatial Predator attaque et détruit ses coéquipiers. Torres déjoue les plans du vaisseau extraterrestre et le trompe en l'amenant à utiliser ses propres armes pour se détruire. Après sa mission, Torres rentre chez lui pour réparer des voitures dans le garage de son père, mais il est enlevé par un vaisseau Predator.
Torres se réveille ensuite dans un vaisseau Predator après une biostase. Un Predator lui met un collier autour du coup. Il se retrouve dans la même cellule qu'Ursa et Kenji. Ils sont ensuite menés tous les trois dans une immense arène de gladiateurs sur une planète extraterrestre. Ils sont présentés à un seigneur de guerre Yautja, portant un masque de crâne Yautja et une cape à queue de xénomorphe. Ursa le surnomme le roi Grendel. Il leur ordonne de se battre jusqu'à la mort. Le vainqueur devra ensuite l'affronter et deviendra le tueur des tueurs. Ils sont forcés de combattre sinon une bombe implantée autour de leur cou explosera. Chaque humain reçoit une arme de sa « tribu ». Si Ursa et Kenji reçoivent des armes classiques, Torres se voit donner un vieux pistolet à platine à silex, gravé au nom de Raphael Adolini. Ursa attaque d'abord Torres et Kenji, mais ils la convainquent d'unir leurs forces et de s'échapper. Le Roi Grendel libère alors une énorme bête extraterrestre dans l'arène qui engloutit Torres. Ursa et Kenji tuent la créature et Torres s'échappe. Il accède à un hoverbike et tous trois fuient vers le vaisseau du Roi Grendel.
Ursa et Kenji combattent le Roi Grendel pendant que Torres prépare le lancement du vaisseau. Il utilise les moteurs pour propulser le Roi Grendel. Alors qu'ils tentent de s'échapper, un harpon frappe et ancre le vaisseau, tandis que le bras droit de Kenji est arraché. Ursa glisse le long du câble du harpon, détruit le lanceur et se laisse capturer à nouveau, permettant ainsi à Torres et Kenji de s'échapper. Suite à sa capture, le Roi Grendel ordonne la traque des fugitifs. Ursa est remise en biostase et enfermée avec d'autres captifs, dont un Tétrabrachial ainsi que Naru, la chasseuse comanche qui avait également tué un Predator en 1719. On peut également voir deux autres précédents adversaires des Predators, Dutch Schaefer et Mike Harrigan.

## Fiche technique
Sauf indication contraire, les informations mentionnées dans cette section peuvent être confirmées par les bases de données cinématographiques IMDb et Allociné,  présentes dans la section « Liens externes ».
- Titre original : Predator: Killer of Killers
- Réalisation : Dan Trachtenberg ; coréalisé par Josh Wassung
- Scénario : Micho Robert Rutare, d'après une histoire de Dan Trachtenberg et Micho Robert Rutare, d'après les personnages créés par Jim et John Thomas
- Musique : Benjamin Wallfisch
- Responsable de l'animation : Alaa Afifeh
- Société d'animation : The Third Floor, Inc.
- Production : John Davis, Ben Rosenblatt, Marc Toberoff et Dan Trachtenberg
  - Producteurs délégués : Lawrence Gordon, Stefan Grube, James E. Thomas II et John C. Thomas
- Sociétés de production : 20th Century Studios et Davis Entertainment
- Sociétés de distribution : Hulu (États-Unis), Disney+ Star (international)
- Budget : N/A
- Pays de production :  États-Unis
- Langues originales : anglais, Vieux norrois, japonais, espagnol
- Format : couleur
- Genre : animation, science-fiction, action
- Durée : 90 minutes
- Date de sortie[6] : 6 juin 2025 (vidéo à la demande)
- Classification[7] :
  - États-Unis : R

## Distribution

### Voix originales
Sauf indication contraire, les informations mentionnées dans cette section peuvent être confirmées par la base de données cinématographiques IMDb,  présente dans la section « Liens externes ».
- Michael Biehn : Vandy
- Doug Cockle : Einar
- Rick Gonzalez : Torres
- Damien C. Haas : Anders
- Lauren Holt : Freya
- Lindsay LaVanchy : Ursa
- Jeff Leach : Ivar
- Cherami Leigh : Ursa, jeune
- Alessa Luz Martinez : Delgado
- Piotr Michael : Gunnar
- Andrew Morgado : le chef Zoran
- Louis Ozawa : Kenji et Kiyoshi
- Brock Powell : Krivich Prisoner
- Felix Solis : le père de Torres
- Britton Watkins : le Warlord Predator
- Jerry Trainor : voix additionnelle

### Voix françaises
- Laetitia Laburthe-Tolra : Ursa
- Gauthier Battoue : Torres
- Jérôme Pauwels : le commandant Vandy
- Valentin Merlet : Delgado

## Production
En octobre 2024, durant une interview de The Hollywood Reporter, Steve Asbell — exécutif de 20th Century Studios — révèle que Dan Trachtenberg, réalisateur de Prey (2022), a écrit et réalisé en secret un film Predator, prévu pour sortir avant le futur Predator: Badlands (2025). En avril 2025, il est dévoilé que ce mystérieux projet est un film d'animation intitulé Predator: Killer of Killers, avec les voix Lindsay LaVanchy, Louis Ozawa Changchien, Rick Gonzalez ou encore Michael Biehn.

## Sortie et accueil
Une première bande-annonce est dévoilée en avril 2025. Le film est diffusé dès le 6 juin 2025 sur Hulu aux États-Unis. Il sort sur Disney+ via Star dans le reste du monde.

## Clins d’œil
Lors de l'affrontement final Torres se voit donner une vieux pistolet à platine à silex, gravé au nom de Raphael Adolini. L'arme est déjà apparue dans deux précédents films de la franchise : Predator 2 et Prey.
Le 25 juillet 2025, le film ressort en streaming avec une fin plus longue avec des plans sur les corps de Dutch Schaefer et Mike Harrigan, les personnages respectivement incarnés par Arnold Schwarzenegger et Danny Glover dans les deux premiers longs de la saga.